# Ousanas II
Ousanas II (... – IV secolo) è stato un sovrano di Aksum.